# Mukagu Sogen
Mugaku Sogen (無学 祖元, Mugaku Sogen, 1226 - 1286) est né en Chine et s'est dédié aux pratiques ascétiques afin de devenir prête à l'âge de 12 ans. Invité par le régent Hōjō Tokimune, qui avait adopté le Zen, Mugaku Sogen arriva au Japon pendant les guerres contre les mongoles et fut initialement l'abbé de Kencho-ji avant de fonder Engaku-ji à Kamakura.